# گوری (جغتای)
گوری روستایی در دهستان میان جوین بخش هلالی شهرستان جغتای استان خراسان رضوی ایران است.

## جمعیت
بر پایه سرشماری عمومی نفوس و مسکن در سال ۱۳۹۵ جمعیت این مکان ۱٬۰۰۰ نفر (۳۲۲خانوار) بوده‌است.